# John Bickley
John Joseph Bickley (n. 1953, Manchester) este un om de afaceri și politic britanic, membru al Partidului pentru independența Regatului Unit.
Politica UKIP este de a acorda domiciliu cetățenilor non-britanici care locuiesc în Anglia, înainte de retragerea din Uniunea Europeană.
Candidat parlamentar al UKIP în 2015 pentru circumscripția Oldham West & Royton, Profesorul Brian Cox este un susținător al lui Bickley, și este sceptic cu privire la încălzirea globală.

## Referințe

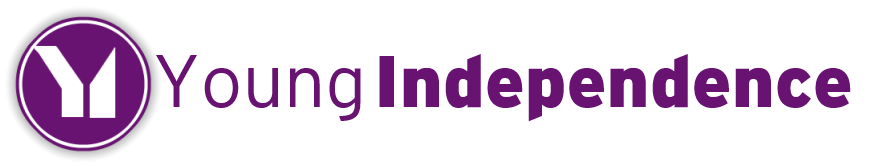
UKIP Young Independence